# DSA-249
La DSA-249 es una carretera perteneciente a la Red Secundaria de la Diputación Provincial de Salamanca que une la localidad de Navalmoral de Béjar con la  SA-220 .

## Origen y Destino
La carretera  DSA-249  tiene su origen en el casco urbano de Navalmoral de Béjar en la intersección con la carretera  DSA-250 , y termina en Navalmoral de Béjar en la intersección con la carretera  SA-220  formando parte de la Red de carreteras de Salamanca.